# Toon van Helfteren
Anton « Toon » van Helfteren, né le 20 février 1951, à Tilbourg, aux Pays-Bas, est un joueur et entraîneur néerlandais de basket-ball.

## Palmarès
Joueur
- MVP du championnat des Pays-Bas 1986

Entraîneur
- Champion des Pays-Bas 2011, 2013
- Meilleur entraîneur 2003, 2010, 2011, 2012